# Romario Williams
Romario Williams (Portmore, 1994. augusztus 15. –) jamaicai válogatott labdarúgó, az kuvaiti Qadsia játékosa.

## Pályafutása
Részt vett a 2011-es U17-es labdarúgó-világbajnokságon és a 2017-es CONCACAF-aranykupán, utóbbin ezüstérmesként végzett a válogatottal.